# Australia 108
Australia 108 (anteriormente conocido como 70 Southbank Boulevard) es un rascacielos ubicado en la ciudad australiana de Melbourne, segunda ciudad más poblada del país y capital y ciudad más poblada del estado de Victoria. Al momento de su finalización en 2020, se convirtió en el edificio más alto de Australia por la altura del techo, superando la Torre Eureka, y el segundo edificio más alto del país en altura, superado por la Q1 de Gold Coast. El proyecto consiste en un edificio de apartamentos de 317 metros de altura (1.040 pies) con 1.105 apartamentos en más de 100 pisos. La construcción comenzó en 2015, y  finalizó en junio de 2020.